# سان خوان دل پوئرتو، اسپانیا

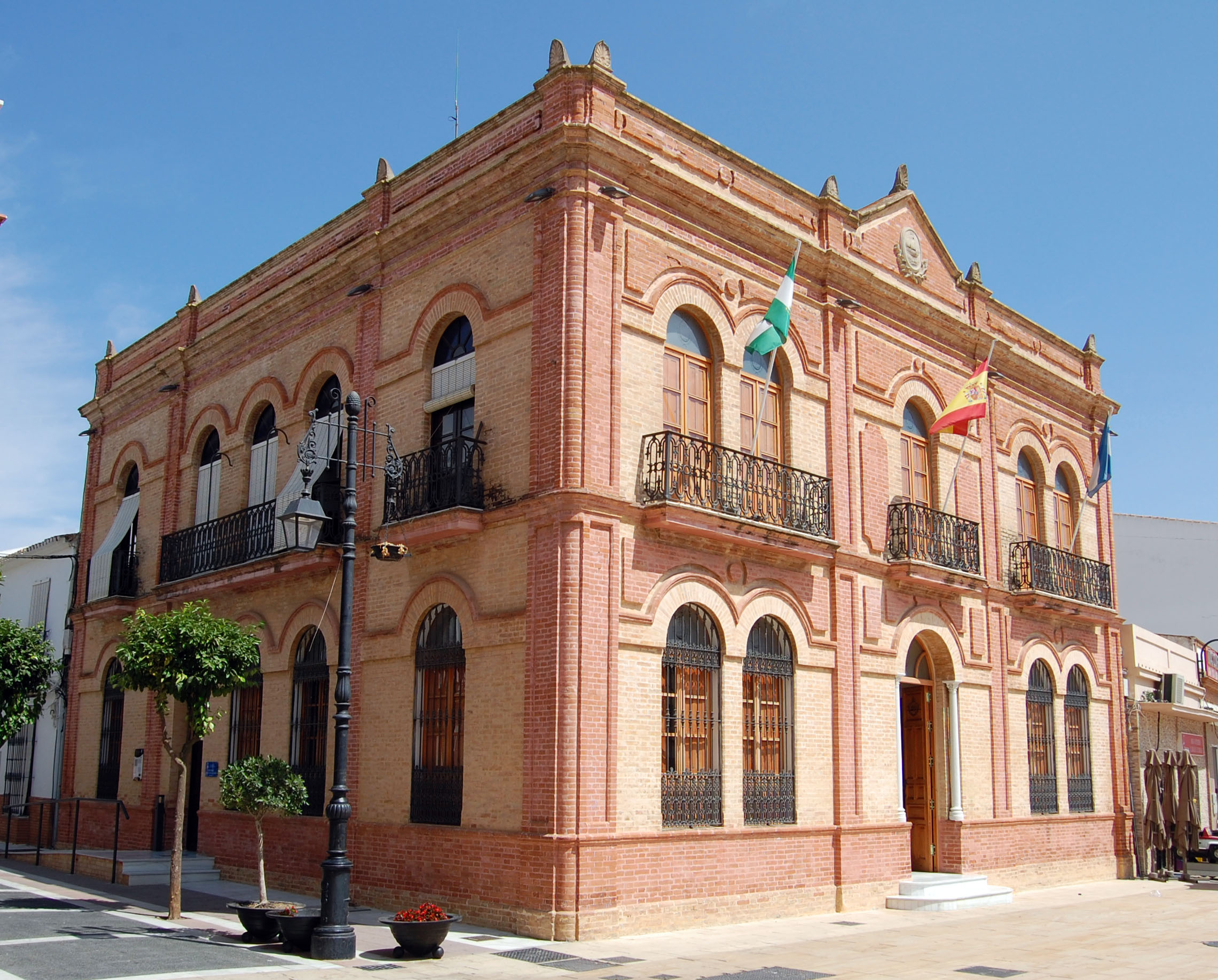
نمایی از ساختمان شورای دهستان سان خوان دل پوئرتو، اسپانیا در استان اوئلوا - ۲۰۱۵

سان خوان دل پوئرتو، اسپانیا (اسپانیایی: San Juan del Puerto, Spain‎) یک دهستان در استان اوئلوا در کشور اسپانیاست.
در سال ۲۰۰۵ میلادی، این دهستان، ۶٬۸۸۱ نفر جمعیت داشت.